# Das ruhelose Gewissen
Das ruhelose Gewissen (Originaltitel: The Restless Conscience: Resistance to Hitler Within Germany 1933–1945) ist ein US-amerikanischer Dokumentarfilm der deutschstämmigen Regisseurin Hava Kohav Beller aus dem Jahr 1991. Am 19. Juli 1992 erfolgte die deutsche Erstaufführung im ZDF.

## Inhalt
Der Film widmet sich der unterschiedlichen Motivation von zivilen (Kreisauer Kreis) und militärischen (Personen des 20. Juli 1944) Widerstandskämpfern gegen den Nationalsozialismus. So wurden umfangreich Archivmaterial (Wochenschau) gesichtet und über längere Zeit Interviews mit Zeitzeugen geführt unter anderem. mit den Wehrmachtsoffizieren Axel von dem Bussche und Ewald-Heinrich von Kleist.

## Finanzierung
Finanziell wurde der Film unter anderem durch die National Endowment for the Humanities, die Corporation for Public Broadcasting und die John D. und Catherine T. MacArthur Foundation gefördert.

## Rezeption
Der Film wurde weltweit unter anderem in der deutschen, amerikanischen, britischen und israelischen Presse rezensiert.
In der New York Times bezeichnete ihn die Filmkritikerin Janet Maslin als „aufwühlend“ und „spannend“.
Nach Christine Brinck (Süddeutsche Zeitung) habe die Regisseurin „das Thema gründlich recherchiert, zentrale Persönlichkeiten des Widerstandes ausgemacht und befragt, Witwen und Angehörige interviewt, Archivmaterial gesichtet. Das Ergebnis dokumentiert beeindruckend, daß sich der Widerstand nicht nur in der Figur des Grafen Stauffenberg bündelte.“

## Auszeichnungen
- 1991: Nominierung für den Großen Preis der Jury – Bester Dokumentarfilm beim Sundance Film Festival
- 1992: Nominierung für den Oscar in der Kategorie Bester Dokumentarfilm

## Interview
- Andreas Roeckl: Die zwei Bilder. eines Landes Hava Kohav Beller über ihren Film über den Widerstand gegen Hitler. In: Süddeutsche Zeitung, 16. November 1998, S. 18.